# Bellino-Fenderich

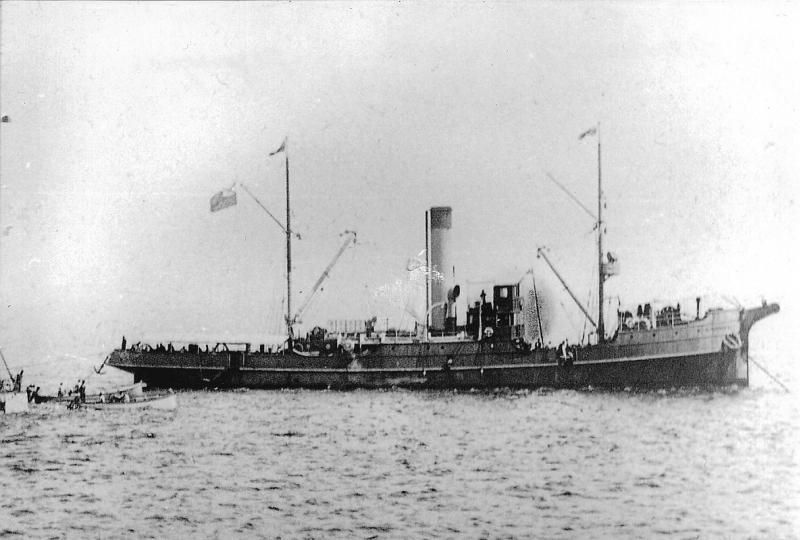
Bei Bellino-Fenderich gebautes Schlepp- und Rettungsboot Tchernomore der Kaiserlichen Russischen Marine, 1911

Bellino-Fenderich war eine Maschinenfabrik in Odessa.

## Geschichte
Ende der 1850er Jahre eröffnete Sebastian Fenderich eine kleine Reparaturwerkstatt für landwirtschaftliche Maschinen. Sie entwickelte sich in ein mechanisches Werk und eine Eisengießerei. Die Firma reparierte Hafen- und Schiffsausstattungen und erhielt nach kurzer Zeit einen Großteil der Aufträge für die Reparatur von Dampfschiffen, die Herstellung von Dampfkesseln, Maschinen und mechanischen Teilen.
Am 2. Februar 1873 gründete Fenderich zusammen mit den Württembergern Adolf Bellino und Ludwig Commerell die Gesellschaft Bellino u. Fenderich in Odessa für den Bau von Schiffen bis zu 25 Meter Länge. Sie lag in der Nähe der großen deutschen Maschinenfabrik Höhn außerhalb der Zollgrenzen von Odessa im Arbeiter-Vorort Peresyp, in dem die Mehrheit der Bevölkerung russisch sprach und nur ein Fünftel jiddisch.
Die Werft war neben Dampfschiffen und Dampfkesseln auf die Herstellung von Torpedorohren spezialisiert und profitierte von staatlichen Eilaufträgen während des Ausbaus der Schwarzmeerflotte.
Im Vergleich mit anderen metallverarbeitenden Betrieben in Odessa hatte das Werk Bellino-Fenderich im Jahresdurchschnitt die meisten Mitarbeiter sowie den höchsten Umsatz und Gewinn. Ende des 19. Jahrhunderts wurde die Fabrik offiziell als bestes mechanisches Werk in Südrussland bezeichnet. Bereits Ende der 1880er Jahre hatte das Werk mehr als 250 Schiffe repariert und 45 Dampfschiffe sowie eine beachtliche Anzahl von Dampfkesseln, Maschinen und mechanischen Teilen gebaut. Schiffsbauhallen wurden errichtet. Im Herbst 1916 beschäftigte das Werk etwa 1000 Mitarbeiter.

## Weiterführende Literatur
- БЕЛЛИНО-ФЕНДЕРИХ (Bellino-Fenderich) (Memento vom 4. März 2016 im Internet Archive) (russisch)